# Jacint Carrió i Vilaseca
Jacint Carrió i Vilaseca (Manresa, 1916 - 2000) fou militant d'Estat Català i d'ERC i vicepresident de l'Associació de Dependents del Comerç i la Indústria de Manresa i Comarca.
Exiliat a França, fou deportat als camps d'extermini nazis de Mauthausen i Gusen d'on sobrevisqué. De retorn a Manresa fou molestat diverses vegades per la policia franquista.
Restablerta la democràcia, fou regidor de l'Ajuntament de Manresa pel PSC i realitzà una intensa tasca per escoles i instituts de divulgació i reflexió sobre el perill del feixisme i la seva experiència als camps nazis. Poc abans de morir, publicà el llibre de memòries Manresa-Mauthausen-Gusen. Deportació i retorn d'un home compromès amb la llibertat.